# Barbuise
Barbuise est une commune française, située dans le département de l'Aube en région Grand Est.

## Géographie

### Situation
Le village est dans la vallée de la Seine à 8 km au nord-est de Nogent-sur-Seine dans le nord-ouest du département de l'Aube, à 3 km du département de la Marne au nord et à 8 km du département de Seine-et-Marne au nord-ouest.
La centrale nucléaire de Nogent-sur-Seine est à 6 km au sud-ouest.

### Communes limitrophes
| Montpothier  | Villenauxe-la-Grande | Plessis-Barbuise          |
| La Saulsotte | Barbuise             | La Villeneuve-au-Châtelot |
|              | Marnay-sur-Seine     | Pont-sur-Seine            |

### Hydrographie

#### Réseau hydrographique
La commune est dans la région hydrographique « la Seine de sa source au confluent de l'Oise (exclu) » au sein du bassin Seine-Normandie. Elle est drainée par la Noxe, un bras de Pontagis, le Fossé 01 de Liours, le Fossé 01 de Sausseron, un bras de Pontagis, le canal de Soulanoy, le cours d'eau 01 des Praillons, le Fossé 01 du Moulin de Crèvecoeur, le Fossé 06 des Pâtures et divers autres petits cours d'eau,.
La Noxe, d'une longueur de 33 km, prend sa source dans la commune de Le Meix-Saint-Epoing et se jette  dans la Seine à Nogent-sur-Seine, après avoir traversé huit communes.

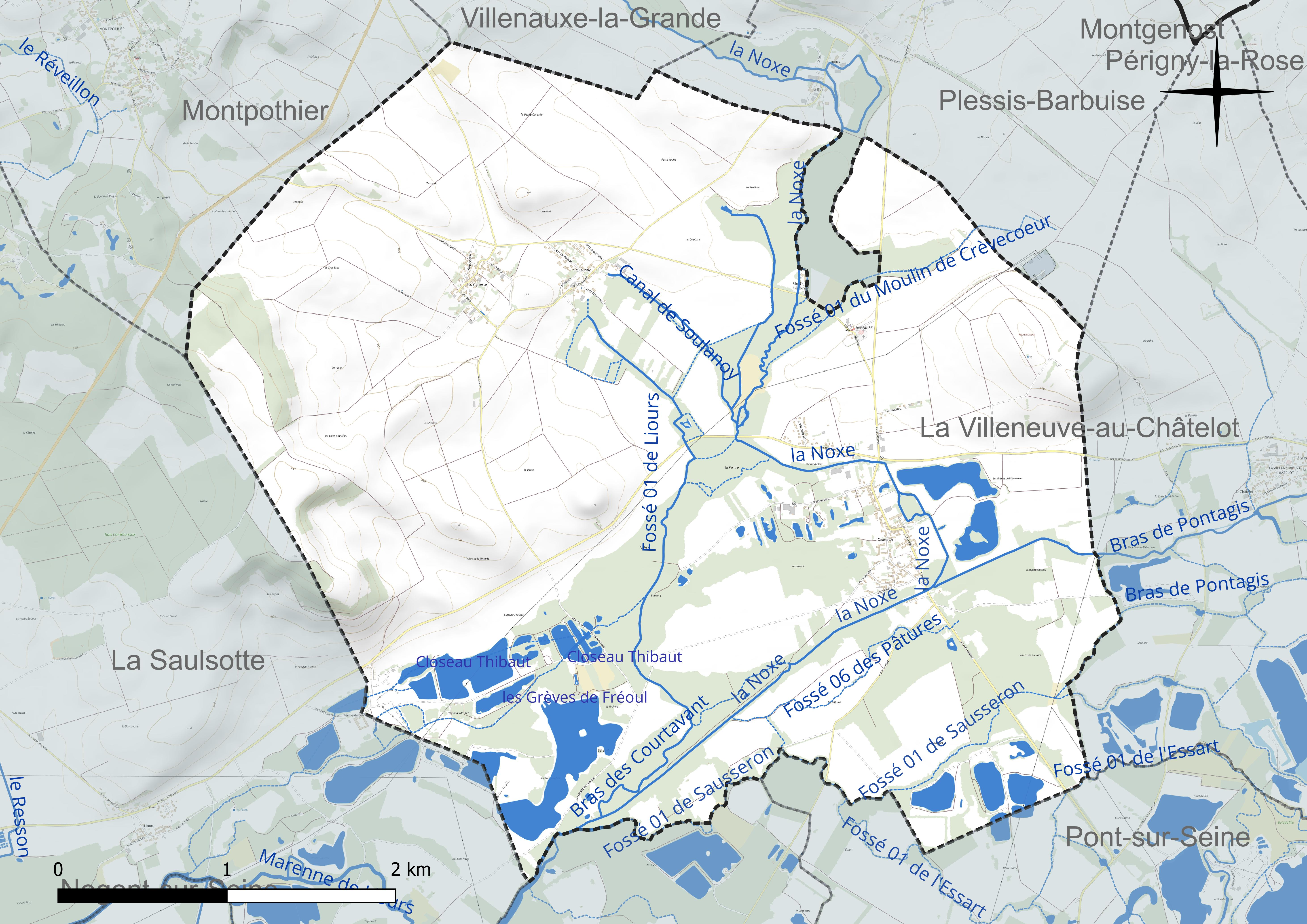
Réseau hydrographique de Barbuise.

Trois plans d'eau complètent le réseau hydrographique : Closeau Thibaut (9,7 ha), les Grèves de Fréoul (2,4 ha) et Notre Dame, d'une superficie totale de 1,6 ha (0,3 ha sur la commune),.

#### Gestion et qualité des eaux
Le territoire communal est couvert par le schéma d'aménagement et de gestion des eaux (SAGE) « Bassée Voulzie ». Ce document de planification concerne le territoire du bassin versant de l'Armançon qui s’étend sur 1 710 km2 et se répartit sur trois départements (l'Aube, l'Yonne et la Marne). Le périmètre a été arrêté le 2 septembre 2016, le diagnostic a été validé le 29 novembre 2022. La structure porteuse de l'élaboration et de la mise en œuvre est le Syndicat mixte ouvert de l’eau potable, de l’assainissement collectif, de l’assainissement non collectif, des milieux aquatiques et de la démoustication (SDDEA), dont le siège est à Troyes.
La qualité des cours d’eau peut être consultée sur un site dédié géré par les agences de l’eau et l’Agence française pour la biodiversité.

### Climat
Pour des articles plus généraux, voir Climat du Grand Est et Climat de l'Aube.
En 2010, le climat de la commune est de type climat océanique dégradé des plaines du Centre et du Nord, selon une étude du Centre national de la recherche scientifique s'appuyant sur une série de données couvrant la période 1971-2000. En 2020, Météo-France publie une typologie des climats de la France métropolitaine dans laquelle la commune est exposée à un climat océanique altéré et est dans la région climatique Nord-est du bassin Parisien, caractérisée par un ensoleillement médiocre, une pluviométrie moyenne régulièrement répartie au cours de l’année et un hiver froid (3 °C).
Pour la période 1971-2000, la température annuelle moyenne est de 10,7 °C, avec une amplitude thermique annuelle de 15,6 °C. Le cumul annuel moyen de précipitations est de 722 mm, avec 11,8 jours de précipitations en janvier et 7,6 jours en juillet. Pour la période 1991-2020, la température moyenne annuelle observée sur la station météorologique de Météo-France la plus proche, « Romilly », sur la commune de Romilly-sur-Seine à 12 km à vol d'oiseau, est de 11,2 °C et le cumul annuel moyen de précipitations est de 619,5 mm. 
La température maximale relevée sur cette station est de 42,3 °C, atteinte le 25 juillet 2019 ; la température minimale est de −25,2 °C, atteinte le 6 janvier 1971,,.
Les paramètres climatiques de la commune ont été estimés pour le milieu du siècle (2041-2070) selon différents scénarios d'émission de gaz à effet de serre à partir des nouvelles projections climatiques de référence DRIAS-2020. Ils sont consultables sur un site dédié publié par Météo-France en novembre 2022.

## Urbanisme

### Typologie
Au 1er janvier 2024, Barbuise est catégorisée commune rurale à habitat dispersé, selon la nouvelle grille communale de densité à 7 niveaux définie par l'Insee en 2022.
Elle est située hors unité urbaine et hors attraction des villes,.

### Occupation des sols
L'occupation des sols de la commune, telle qu'elle ressort de la base de données européenne d’occupation biophysique des sols Corine Land Cover (CLC), est marquée par l'importance des territoires agricoles (70,9 % en 2018), en diminution par rapport à 1990 (72,7 %). La répartition détaillée en 2018 est la suivante : 
terres arables (62,1 %), forêts (18,6 %), eaux continentales (5,7 %), prairies (4,6 %), zones agricoles hétérogènes (4,2 %), espaces verts artificialisés, non agricoles (1,9 %), zones urbanisées (1,8 %), milieux à végétation arbustive et/ou herbacée (1,1 %). L'évolution de l’occupation des sols de la commune et de ses infrastructures peut être observée sur les différentes représentations cartographiques du territoire : la carte de Cassini (XVIIIe siècle), la carte d'état-major (1820-1866) et les cartes ou photos aériennes de l'IGN pour la période actuelle (1950 à aujourd'hui).

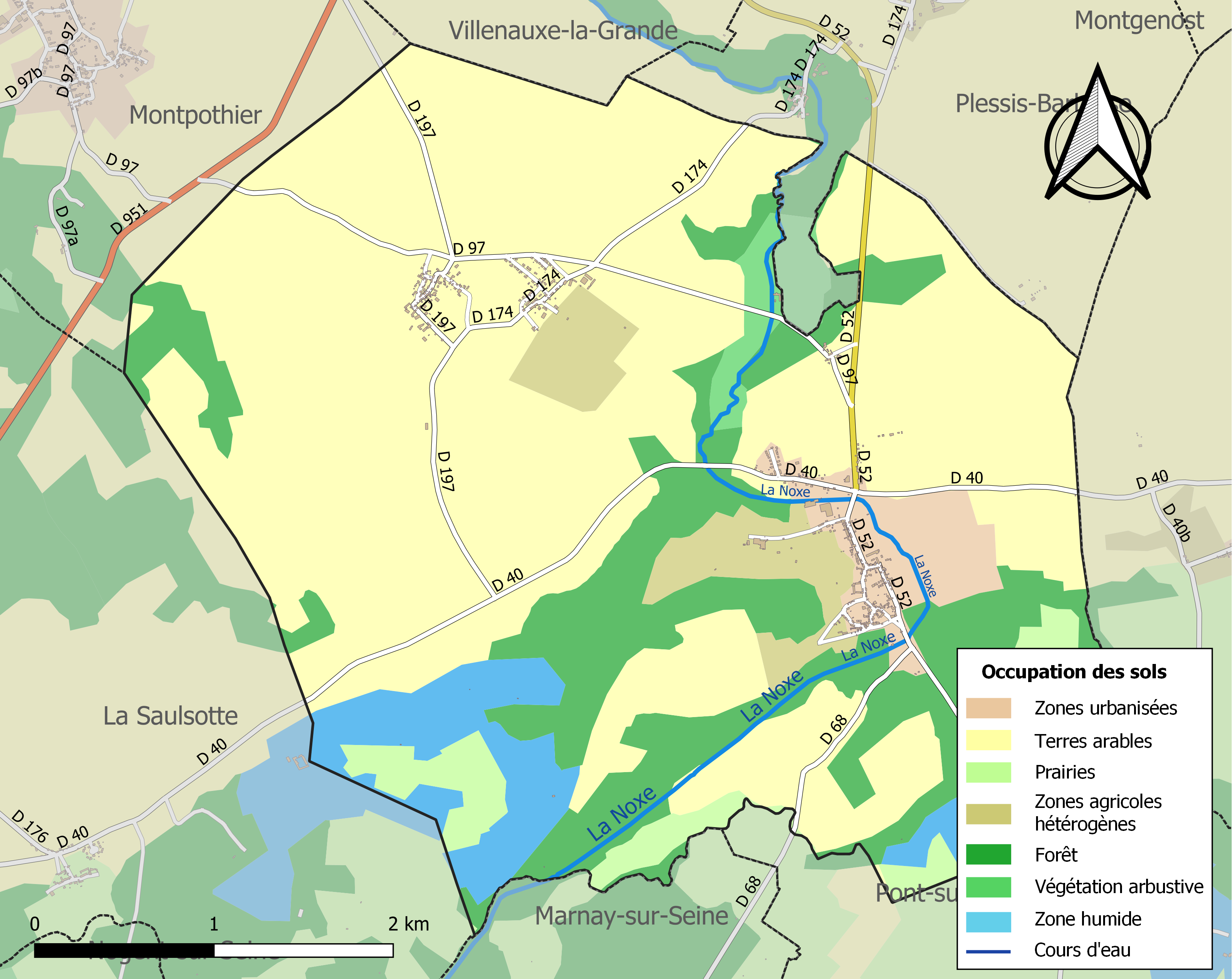
Carte des infrastructures et de l'occupation des sols de la commune en 2018 (CLC).

## Histoire

### Préhistoire
L'occupation humaine est très ancienne sur le territoire de la commune comme en témoignent de nombreuses découvertes archéologiques. Des constructions attribuées à la culture de Cerny datées de -4600 ont été découvertes au lieu-dit Gargoulottes. À proximité de l'actuelle ferme de Frécul se trouvent un dolmen (toujours en place), une allée couverte et le menhir de la Grande Borne (déplacés au Musée Saint-Loup). Deux autres dolmens, un menhir et un polissoir ont aussi été signalés. Les sépultures sont concentrées au lieu-dit « le Bois Pot de Vin » et aux Grèves de Frécul. Le site des Grèves s'étend en partie sur la commune voisine La Villeneuve-au-Châtelot.
La première tombe, dite « sépulture Morel » ou « sépulture à épée », a été trouvée au hameau de Courtavant par M. Morel en 1872 ; l'épingle qui l'accompagne est devenue le marqueur du « type Courtavant », que l'on retrouve dans de nombreux endroits proches et moins proches. L'épée a été rapprochée du type « Rixheim ». Ces deux objets, abondamment décrits dans la littérature archéologique, sont conservés au British museum. La tombe a été décrite par Joseph Déchelette en 1910.
S. Rottier, qui réunit dans une étude archéo-socio-anthropologique les sites de Barbey et de Barbuise, précise que cet ensemble est la plus grande collection ostéologique (158 individus) pour l'âge du bronze dans la partie nord de la France.

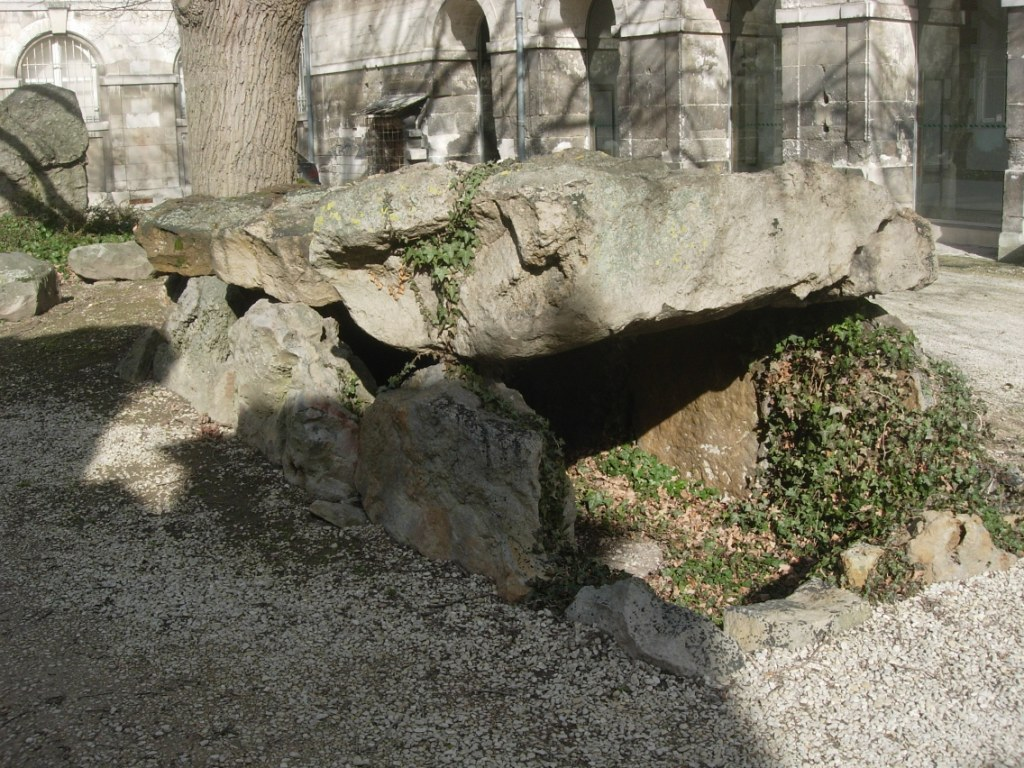
Allée couverte des Grèves de Frécul (musée Saint-Loup, Troyes)
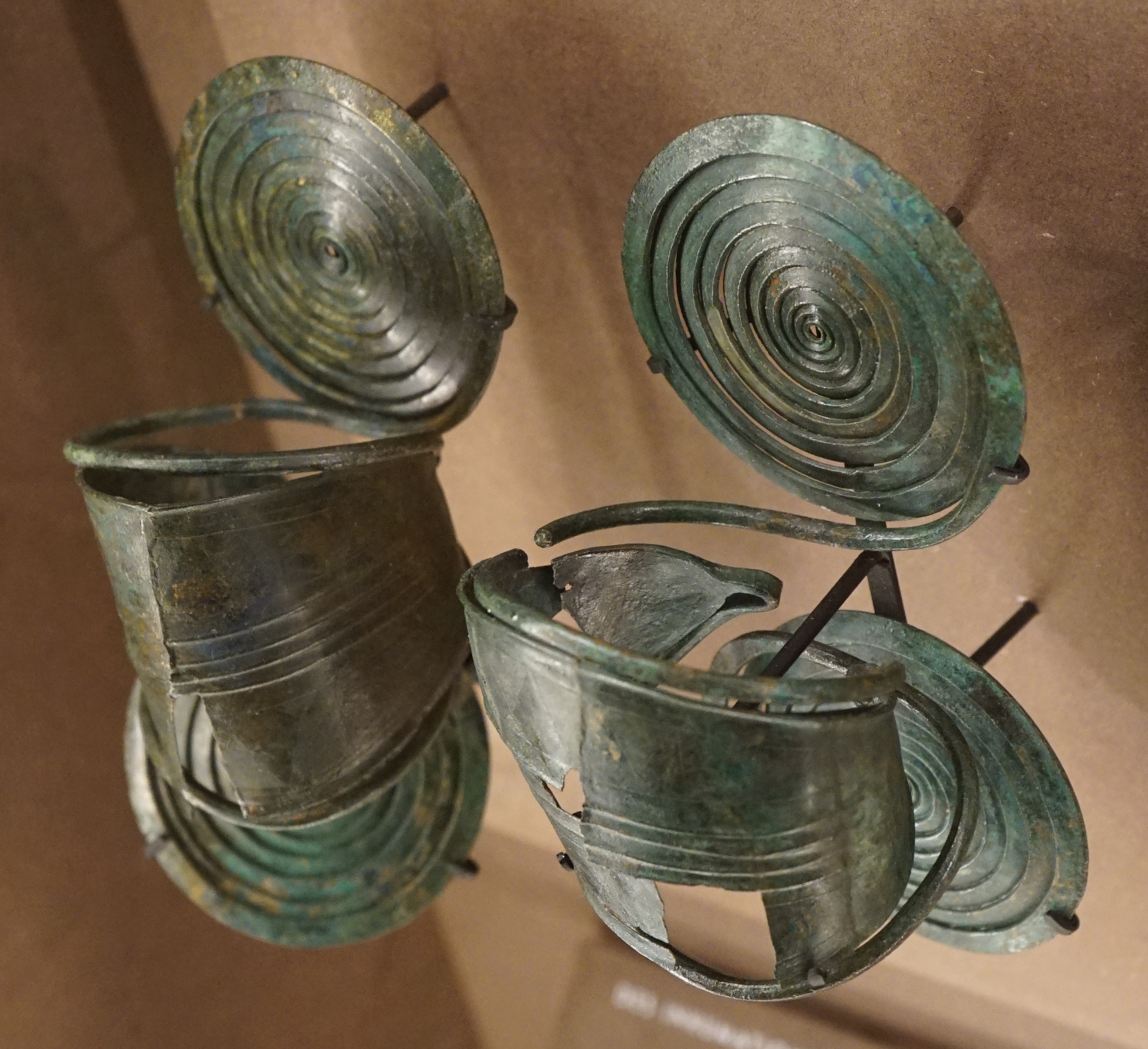
Objets de tombes de femmes,
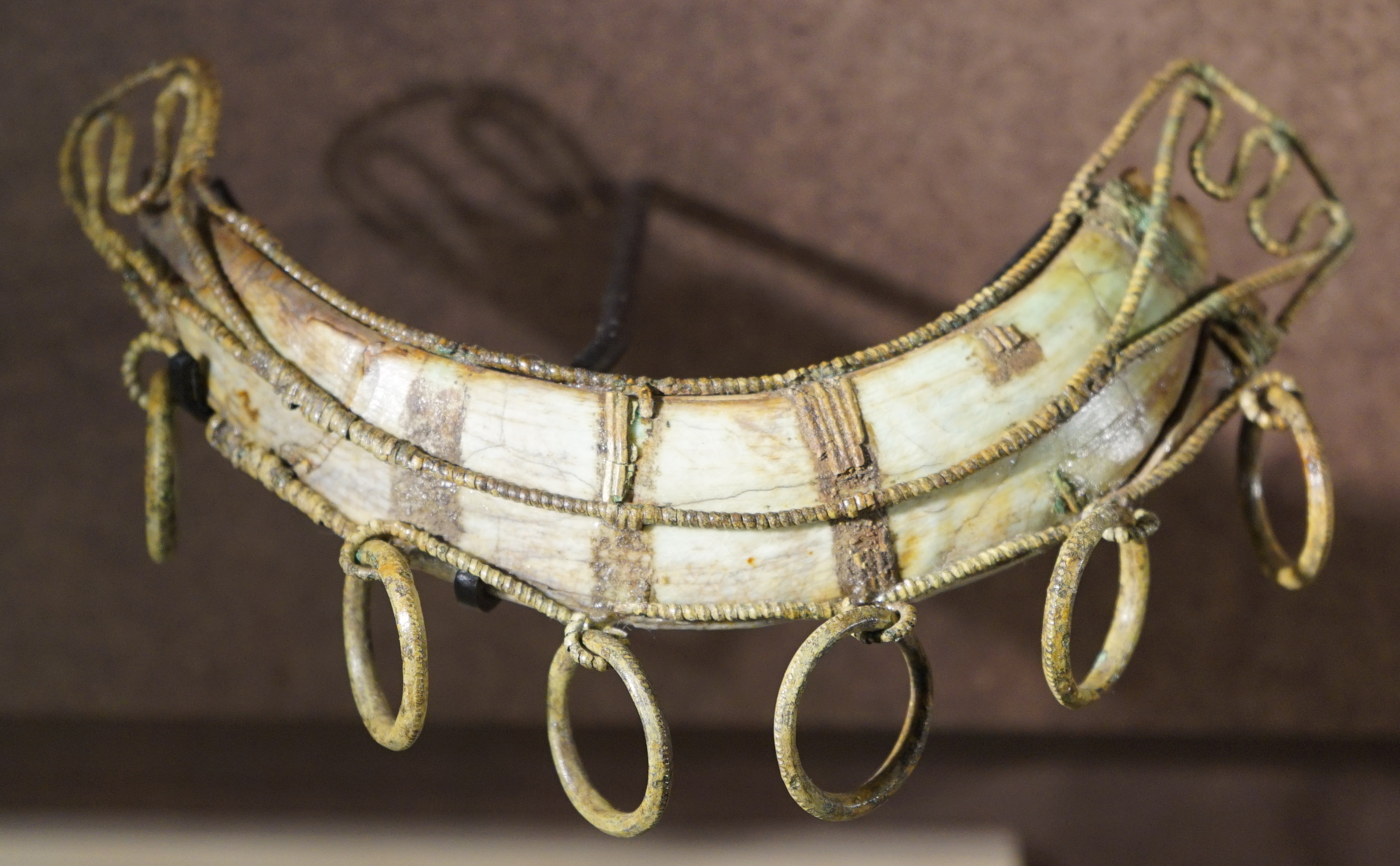
musée Camille-Claudel (Nogent-sur-Seine).
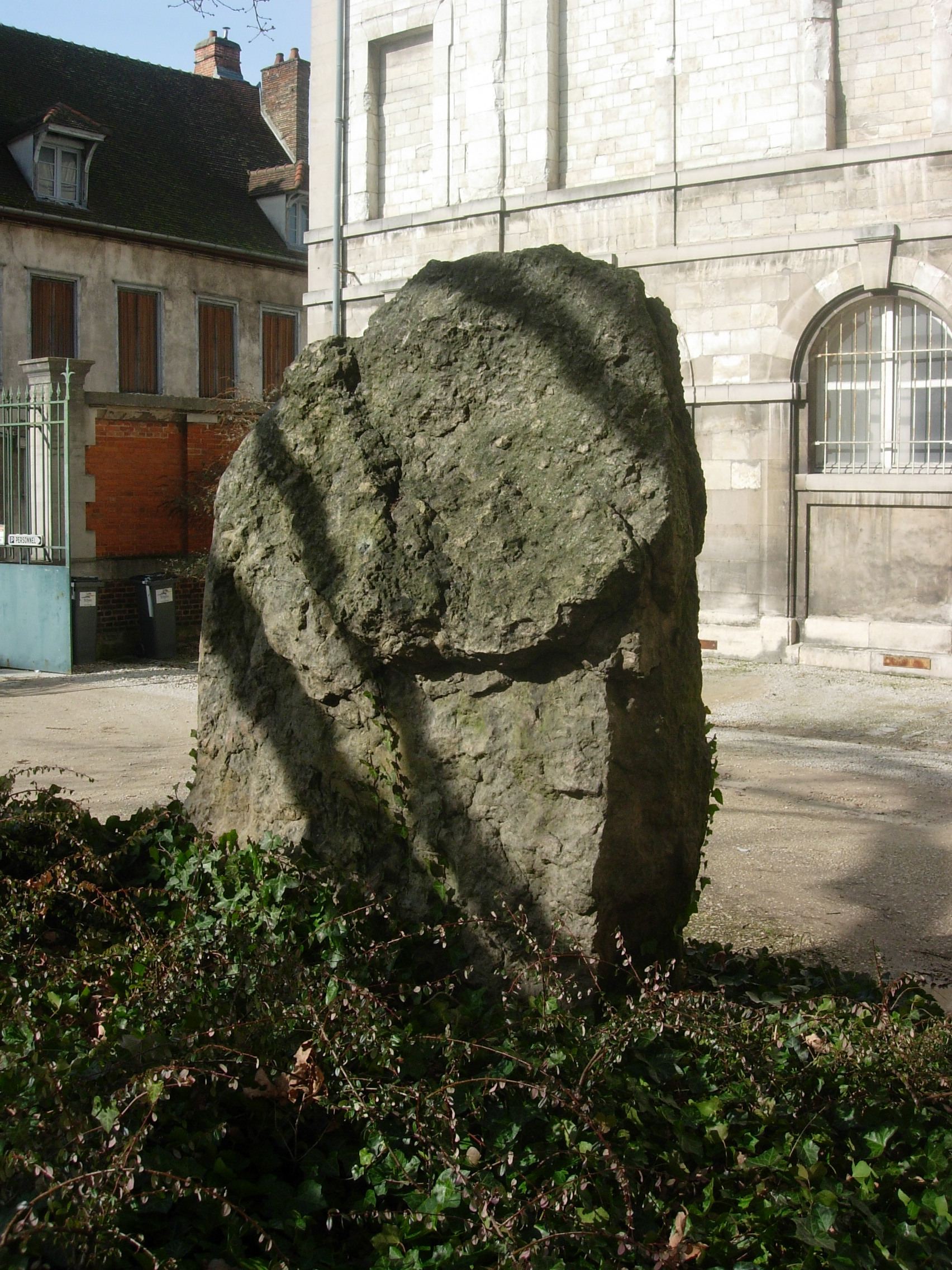
Menhir dit la Grande Borne (musée de Troyes).
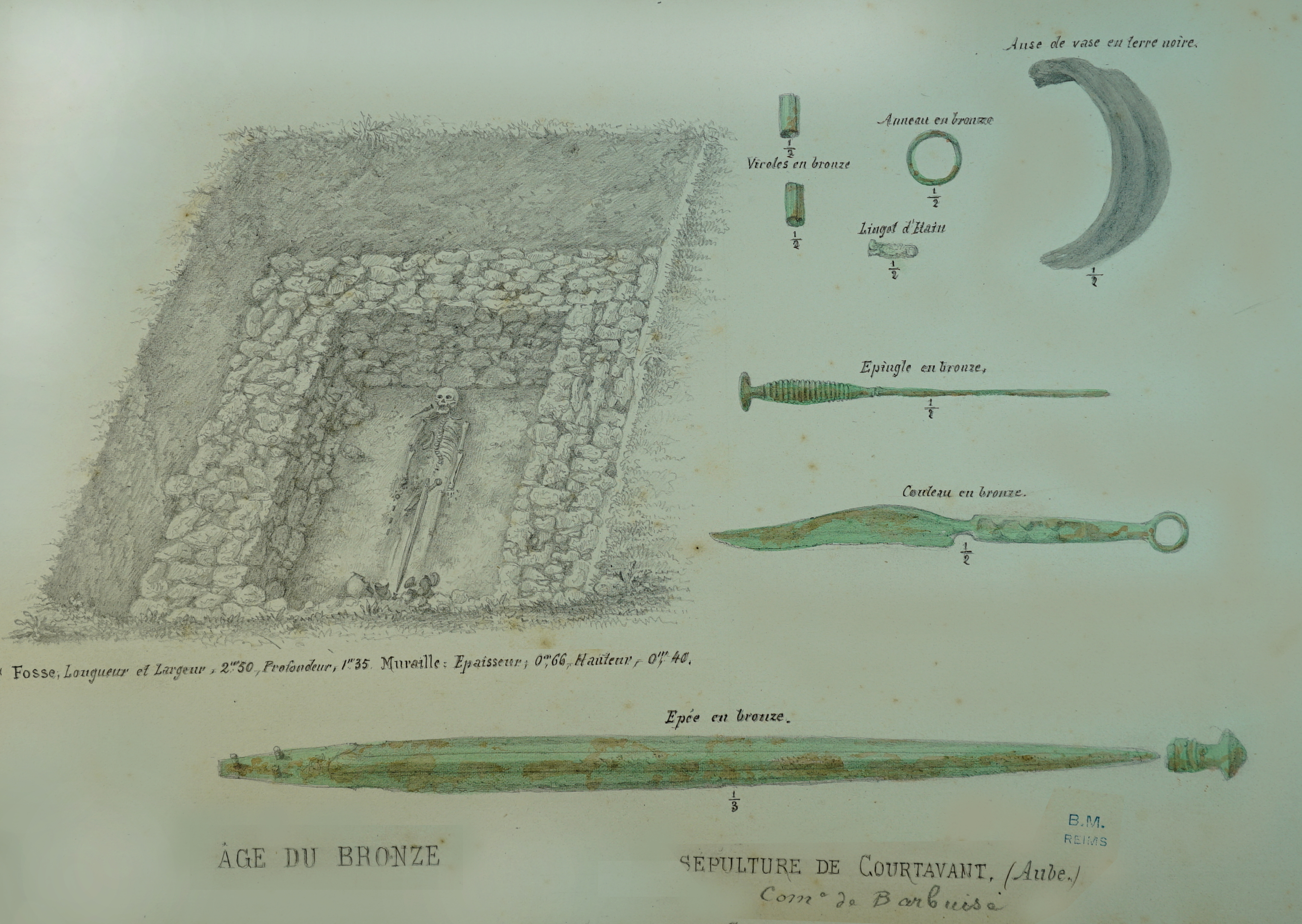
Sépulture de l'Age du Bronze.

### Moyen-Âge
Avant 1789 la commune dépendait de l'intendance et de la généralité de Paris, de l'élection de Nogent-sur-Seine, du bailliage de Troyes et de la châtellenie de Pont-sur-Seine.

#### Les Planches

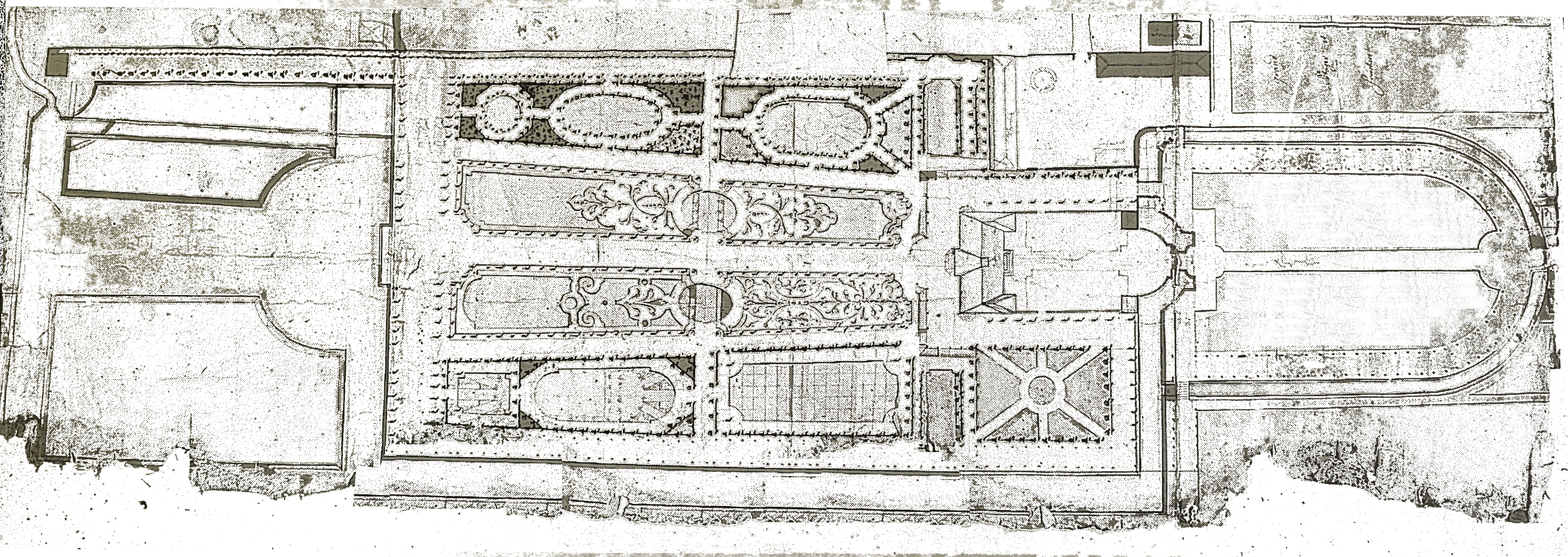
Courtavent, le château et son parc.

Ancien fief relevant de la chastellennie de Pont, il fut aussi nommé les Planchettes et les Planchottes. Cet écart ne comptait que quatre habitants en 1905.[réf. nécessaire]

#### Courtavant
Hameau qui fut un fief relevant de Pont-sur-Seine, il était encore une commune du bailliage de Troyes en 1789. Le dernier seigneur connu était Charles-Gilbert Morel de Vindé qui avait le château décrit en 1684 comme ayant un pavillon, une cour, une basse-cour, une chapelle, une prison, une grange et une écurie fermé par des fossés. Il avait aussi un jardin de sept arpents à l'occident et un parc de quatre arpents par devant qui avait un colombier circulaire. Le château est démoli en 1838, une partie des matériaux est vendue, l'autre sert pour l'autre propriété familiale : le château de La Motte-Tilly.[réf. nécessaire]

## Mairie royale
Sous l'Ancien Régime elle comprenait Arcis-sur-Aube, Aubeterre, Charmont, le Chêne, le Martroy, le Mesnil-la-Comtesse, Montsuzain, Nozay, st-Étienne-sur-Barbuise, Saint-Martin, Torcy-le-Grand, Torcy-le-Petit, les Vasseurs, Villette.[réf. nécessaire]

## Politique et administration
| Période                                  | Période  | Identité                                   | Étiquette | Qualité  |
| ---------------------------------------- | -------- | ------------------------------------------ | --------- | -------- |
| avant 1981                               | ?        | Roger Jérôme                               |           |          |
| mars 2001                                | En cours | Alain Boyer Réélu pour le mandat 2020-2026 | ECO       | Retraité |
| Les données manquantes sont à compléter. |          |                                            |           |          |

## Démographie
L'évolution du nombre d'habitants est connue à travers les recensements de la population effectués dans la commune depuis 1793. Pour les communes de moins de 10 000 habitants, une enquête de recensement portant sur toute la population est réalisée tous les cinq ans, les populations de référence des années intermédiaires étant quant à elles estimées par interpolation ou extrapolation. Pour la commune, le premier recensement exhaustif entrant dans le cadre du nouveau dispositif a été réalisé en 2007.

En 2022, la commune comptait 447 habitants, en évolution de −0,45 % par rapport à 2016 (Aube : +0,7 %, France hors Mayotte : +2,11 %).
| 1793 | 1800 | 1806 | 1821 | 1831 | 1836 | 1841 | 1846 | 1851 |
| ---- | ---- | ---- | ---- | ---- | ---- | ---- | ---- | ---- |
| 473  | 511  | 511  | 539  | 565  | 553  | 565  | 588  | 593  |

| 1856 | 1861 | 1866 | 1872 | 1876 | 1881 | 1886 | 1891 | 1896 |
| ---- | ---- | ---- | ---- | ---- | ---- | ---- | ---- | ---- |
| 602  | 586  | 600  | 579  | 557  | 527  | 507  | 477  | 450  |

| 1901 | 1906 | 1911 | 1921 | 1926 | 1931 | 1936 | 1946 | 1954 |
| ---- | ---- | ---- | ---- | ---- | ---- | ---- | ---- | ---- |
| 433  | 407  | 401  | 329  | 333  | 299  | 287  | 298  | 288  |

| 1962 | 1968 | 1975 | 1982 | 1990 | 1999 | 2006 | 2007 | 2012 |
| ---- | ---- | ---- | ---- | ---- | ---- | ---- | ---- | ---- |
| 304  | 298  | 276  | 287  | 270  | 345  | 395  | 402  | 414  |

| 2017 | 2022 | - | - | - | - | - | - | - |
| ---- | ---- | - | - | - | - | - | - | - |
| 465  | 447  | - | - | - | - | - | - | - |

## Lieux et monuments
- « Camp de Barbuise-Courtavant », Néolithique, Groupe de Cerny.
- Dolmen des Grèves de Frécul
- L'église est sous la protection de saint Pierre ès Liens a une succursale à Plessis-Barbuise et est connue depuis 1182[32]. Le bâtiment a son abside à cinq pans, son transept du XVIe siècle, une nef du XVIIIe siècle, il ne reste de temps plus anciens qu'une pierre tombale du XIVe siècle.

## Personnalités liées à la commune
- Charles Toussaint Frédéric Demeufve, homme politique
- Georges Lapierre (1886-1945), dirigeant du Syndicat national des instituteurs (1926-1945), résistant mort en déportation à Dachau